# 5173 Stjerneborg
5173 Stjerneborg (1988 EM1) là một tiểu hành tinh vành đai chính được phát hiện ngày 13 tháng 3 năm 1988 bởi P. Jensen ở Brorfelde.